# Kami Imai
Kami Imai (今井 神?, Imai Kami; 8 febbraio 1980) è un fumettista giapponese, conosciuto per aver realizzato il manga Needless, che è stato adattato in una serie anime di 24 episodi prodotta dallo studio Madhouse.

## Opere
- Angoromoa-chan no Chikyū Shinryaku (2004, SoftBank Creative)
- Needless (2004-2013, serializzato su Ultra Jump, edita da Shueisha)[2][3]
- Katatsumuri-chan (2006-2011, serializzato su Manga Time Kirara, edita da Hōbunsha)[4]
- Shirasunamura (2006-2013, serializzato su Comic Rex, edita da Ichijinsha)[5][6]
- Infinite Dendrogram (2016-in corso, serializzato su Comic Fire)
- Magaimono (2019-in corso, serializzato su Young Magazine the 3rd)
- Altri lavori apparsi sulla rivista ARCADIA